# Agustí Soler i Mas
Agustí Soler i Mas (Manresa, 17 de desembre de 1939 - Navarcles, 7 de novembre de 2002) dramaturg català.

## Obra
Teatre
- Capital, ominia vincit. Barcelona: Millà, 1977.
- Ja sé que no s'estila. Barcelona: Millà, 1977.
- Els llits de Valldemosa. Barcelona: Millà, 1978.
- Apartat 279. Barcelona: Millà, 1979.
- La Filo i el filet. Barcelona: Millà, 1980.
- Barroc Shop. Barcelona: Millà, 1982.
- L'auca del senyor Rusiñol. Barcelona: Millà, 1984.
- I jo, què? Barcelona: Millà, 1985.
- El gronxador. Barcelona: Millà, 1987.
- Tagore, sir o no sir? Barcelona: Millà, 1988.
- Catalaunia 988. Barcelona: Millà, 1989.

Guions de cinema
- Mi querido fantasma [llargmetratge]. Estrena: 9 de setembre de 1999.
- Molicie. Marató InCurt de Lleida. Estrena: 20 d'octubre de 2000.